# Sovětská fotbalová Pervaja liga
Sovětská fotbalová Pervaja liga je dnes již neexistující druhá nejvyšší fotbalová soutěž pořádaná na území SSSR. Pořádala se v letech 1936–1991. Během této doby se několikrát změnil název i formát soutěže.

## Názvy soutěže
Zdroj: 
- 1936–1940: Gruppa B (v roce 1938 nehráno)
- 1945–1949: Vtoraja gruppa
- 1950–1962: Klass B
- 1963–1970: Vtoraja gruppa (Klass B)
- 1971–1991: Pervaja liga